# تسوکومی جیمه
تسوکومی جیمه (به ژاپنی: 突込絞)-(به انگلیسی: Tsukkomi jime) یکی از فنون و تکنیک‌های دستهٔ کاتامه-وازا رشتهٔ ورزشی جودو است که در زیردستهٔ خفه کردن دسته‌بندی می‌شود.